# Accord de libre-échange entre le Japon et l'Indonésie
L'accord de libre-échange entre le Japon et l'Indonésie est un accord de libre-échange signé en août 2007 et entré en application le 1er juillet 2008. L'accord supprime près de 90 % des droits de douane entre les deux pays. Il a fait l'objet de discussions entre les deux sur le non-respect de l'accord en 2015 pour le secteur automobile,.